# Чигник Лагун (Аљаска)
Чигник Лагун (енгл. Chignik Lagoon) насељено је место без административног статуса у америчкој савезној држави Аљаска.

## Демографија
По попису из 2010. године број становника је 78, што је 25 (-24,3%) становника мање него 2000. године.
| Група             | 2000.      | 2010.      |
| Белци             | 12 (11,7%) | 16 (20,5%) |
| Афроамериканци    | 1 (1,0%)   | 0 (0,0%)   |
| Азијати           | 0 (0,0%)   | 1 (1,3%)   |
| Хиспаноамериканци | 0 (0,0%)   | 3 (3,8%)   |
| Укупно            | 103        | 78         |